# 1635
Portal Geschichte | Portal Biografien | Aktuelle Ereignisse | Jahreskalender | Tagesartikel

◄ |
16. Jahrhundert |
17. Jahrhundert
| 18. Jahrhundert | ►

◄ |
1600er |
1610er |
1620er |
1630er
| 1640er | 1650er | 1660er | ►

◄◄ |
◄ |
1631 |
1632 |
1633 |
1634 |
1635
| 1636 | 1637 | 1638 | 1639 | ► | ►►
Staatsoberhäupter  · Nekrolog   · Musikjahr
| Januar | Januar | Januar | Januar | Januar | Januar | Januar | Januar |
| Kw     | Mo     | Di     | Mi     | Do     | Fr     | Sa     | So     |
| ------ | ------ | ------ | ------ | ------ | ------ | ------ | ------ |
| 1      | 1      | 2      | 3      | 4      | 5      | 6      | 7      |
| 2      | 8      | 9      | 10     | 11     | 12     | 13     | 14     |
| 3      | 15     | 16     | 17     | 18     | 19     | 20     | 21     |
| 4      | 22     | 23     | 24     | 25     | 26     | 27     | 28     |
| 5      | 29     | 30     | 31     |        |        |        |        |

| Februar | Februar | Februar | Februar | Februar | Februar | Februar | Februar |
| Kw      | Mo      | Di      | Mi      | Do      | Fr      | Sa      | So      |
| ------- | ------- | ------- | ------- | ------- | ------- | ------- | ------- |
| 5       |         |         |         | 1       | 2       | 3       | 4       |
| 6       | 5       | 6       | 7       | 8       | 9       | 10      | 11      |
| 7       | 12      | 13      | 14      | 15      | 16      | 17      | 18      |
| 8       | 19      | 20      | 21      | 22      | 23      | 24      | 25      |
| 9       | 26      | 27      | 28      |         |         |         |         |

| März | März | März | März | März | März | März | März |
| Kw   | Mo   | Di   | Mi   | Do   | Fr   | Sa   | So   |
| ---- | ---- | ---- | ---- | ---- | ---- | ---- | ---- |
| 9    |      |      |      | 1    | 2    | 3    | 4    |
| 10   | 5    | 6    | 7    | 8    | 9    | 10   | 11   |
| 11   | 12   | 13   | 14   | 15   | 16   | 17   | 18   |
| 12   | 19   | 20   | 21   | 22   | 23   | 24   | 25   |
| 13   | 26   | 27   | 28   | 29   | 30   | 31   |      |

| April | April | April | April | April | April | April | April |
| Kw    | Mo    | Di    | Mi    | Do    | Fr    | Sa    | So    |
| ----- | ----- | ----- | ----- | ----- | ----- | ----- | ----- |
| 13    |       |       |       |       |       |       | 1     |
| 14    | 2     | 3     | 4     | 5     | 6     | 7     | 8     |
| 15    | 9     | 10    | 11    | 12    | 13    | 14    | 15    |
| 16    | 16    | 17    | 18    | 19    | 20    | 21    | 22    |
| 17    | 23    | 24    | 25    | 26    | 27    | 28    | 29    |
| 18    | 30    |       |       |       |       |       |       |

| Mai | Mai | Mai | Mai | Mai | Mai | Mai | Mai |
| Kw  | Mo  | Di  | Mi  | Do  | Fr  | Sa  | So  |
| --- | --- | --- | --- | --- | --- | --- | --- |
| 18  |     | 1   | 2   | 3   | 4   | 5   | 6   |
| 19  | 7   | 8   | 9   | 10  | 11  | 12  | 13  |
| 20  | 14  | 15  | 16  | 17  | 18  | 19  | 20  |
| 21  | 21  | 22  | 23  | 24  | 25  | 26  | 27  |
| 22  | 28  | 29  | 30  | 31  |     |     |     |

| Juni | Juni | Juni | Juni | Juni | Juni | Juni | Juni |
| Kw   | Mo   | Di   | Mi   | Do   | Fr   | Sa   | So   |
| ---- | ---- | ---- | ---- | ---- | ---- | ---- | ---- |
| 22   |      |      |      |      | 1    | 2    | 3    |
| 23   | 4    | 5    | 6    | 7    | 8    | 9    | 10   |
| 24   | 11   | 12   | 13   | 14   | 15   | 16   | 17   |
| 25   | 18   | 19   | 20   | 21   | 22   | 23   | 24   |
| 26   | 25   | 26   | 27   | 28   | 29   | 30   |      |

| Juli | Juli | Juli | Juli | Juli | Juli | Juli | Juli |
| Kw   | Mo   | Di   | Mi   | Do   | Fr   | Sa   | So   |
| ---- | ---- | ---- | ---- | ---- | ---- | ---- | ---- |
| 26   |      |      |      |      |      |      | 1    |
| 27   | 2    | 3    | 4    | 5    | 6    | 7    | 8    |
| 28   | 9    | 10   | 11   | 12   | 13   | 14   | 15   |
| 29   | 16   | 17   | 18   | 19   | 20   | 21   | 22   |
| 30   | 23   | 24   | 25   | 26   | 27   | 28   | 29   |
| 31   | 30   | 31   |      |      |      |      |      |

| August | August | August | August | August | August | August | August |
| Kw     | Mo     | Di     | Mi     | Do     | Fr     | Sa     | So     |
| ------ | ------ | ------ | ------ | ------ | ------ | ------ | ------ |
| 31     |        |        | 1      | 2      | 3      | 4      | 5      |
| 32     | 6      | 7      | 8      | 9      | 10     | 11     | 12     |
| 33     | 13     | 14     | 15     | 16     | 17     | 18     | 19     |
| 34     | 20     | 21     | 22     | 23     | 24     | 25     | 26     |
| 35     | 27     | 28     | 29     | 30     | 31     |        |        |

| September | September | September | September | September | September | September | September |
| Kw        | Mo        | Di        | Mi        | Do        | Fr        | Sa        | So        |
| --------- | --------- | --------- | --------- | --------- | --------- | --------- | --------- |
| 35        |           |           |           |           |           | 1         | 2         |
| 36        | 3         | 4         | 5         | 6         | 7         | 8         | 9         |
| 37        | 10        | 11        | 12        | 13        | 14        | 15        | 16        |
| 38        | 17        | 18        | 19        | 20        | 21        | 22        | 23        |
| 39        | 24        | 25        | 26        | 27        | 28        | 29        | 30        |

| Oktober | Oktober | Oktober | Oktober | Oktober | Oktober | Oktober | Oktober |
| Kw      | Mo      | Di      | Mi      | Do      | Fr      | Sa      | So      |
| ------- | ------- | ------- | ------- | ------- | ------- | ------- | ------- |
| 40      | 1       | 2       | 3       | 4       | 5       | 6       | 7       |
| 41      | 8       | 9       | 10      | 11      | 12      | 13      | 14      |
| 42      | 15      | 16      | 17      | 18      | 19      | 20      | 21      |
| 43      | 22      | 23      | 24      | 25      | 26      | 27      | 28      |
| 44      | 29      | 30      | 31      |         |         |         |         |

| November | November | November | November | November | November | November | November |
| Kw       | Mo       | Di       | Mi       | Do       | Fr       | Sa       | So       |
| -------- | -------- | -------- | -------- | -------- | -------- | -------- | -------- |
| 44       |          |          |          | 1        | 2        | 3        | 4        |
| 45       | 5        | 6        | 7        | 8        | 9        | 10       | 11       |
| 46       | 12       | 13       | 14       | 15       | 16       | 17       | 18       |
| 47       | 19       | 20       | 21       | 22       | 23       | 24       | 25       |
| 48       | 26       | 27       | 28       | 29       | 30       |          |          |

| Dezember | Dezember | Dezember | Dezember | Dezember | Dezember | Dezember | Dezember |
| Kw       | Mo       | Di       | Mi       | Do       | Fr       | Sa       | So       |
| -------- | -------- | -------- | -------- | -------- | -------- | -------- | -------- |
| 48       |          |          |          |          |          | 1        | 2        |
| 49       | 3        | 4        | 5        | 6        | 7        | 8        | 9        |
| 50       | 10       | 11       | 12       | 13       | 14       | 15       | 16       |
| 51       | 17       | 18       | 19       | 20       | 21       | 22       | 23       |
| 52       | 24       | 25       | 26       | 27       | 28       | 29       | 30       |
| 1        | 31       |          |          |          |          |          |          |

| Januar | Januar | Januar | Januar | Januar | Januar | Januar | Januar |
| Kw     | Mo     | Di     | Mi     | Do     | Fr     | Sa     | So     |
| ------ | ------ | ------ | ------ | ------ | ------ | ------ | ------ |
| 1      | 1      | 2      | 3      | 4      | 5      | 6      | 7      |
| 2      | 8      | 9      | 10     | 11     | 12     | 13     | 14     |
| 3      | 15     | 16     | 17     | 18     | 19     | 20     | 21     |
| 4      | 22     | 23     | 24     | 25     | 26     | 27     | 28     |
| 5      | 29     | 30     | 31     |        |        |        |        |

| Februar | Februar | Februar | Februar | Februar | Februar | Februar | Februar |
| Kw      | Mo      | Di      | Mi      | Do      | Fr      | Sa      | So      |
| ------- | ------- | ------- | ------- | ------- | ------- | ------- | ------- |
| 5       |         |         |         | 1       | 2       | 3       | 4       |
| 6       | 5       | 6       | 7       | 8       | 9       | 10      | 11      |
| 7       | 12      | 13      | 14      | 15      | 16      | 17      | 18      |
| 8       | 19      | 20      | 21      | 22      | 23      | 24      | 25      |
| 9       | 26      | 27      | 28      |         |         |         |         |

| März | März | März | März | März | März | März | März |
| Kw   | Mo   | Di   | Mi   | Do   | Fr   | Sa   | So   |
| ---- | ---- | ---- | ---- | ---- | ---- | ---- | ---- |
| 9    |      |      |      | 1    | 2    | 3    | 4    |
| 10   | 5    | 6    | 7    | 8    | 9    | 10   | 11   |
| 11   | 12   | 13   | 14   | 15   | 16   | 17   | 18   |
| 12   | 19   | 20   | 21   | 22   | 23   | 24   | 25   |
| 13   | 26   | 27   | 28   | 29   | 30   | 31   |      |

| April | April | April | April | April | April | April | April |
| Kw    | Mo    | Di    | Mi    | Do    | Fr    | Sa    | So    |
| ----- | ----- | ----- | ----- | ----- | ----- | ----- | ----- |
| 13    |       |       |       |       |       |       | 1     |
| 14    | 2     | 3     | 4     | 5     | 6     | 7     | 8     |
| 15    | 9     | 10    | 11    | 12    | 13    | 14    | 15    |
| 16    | 16    | 17    | 18    | 19    | 20    | 21    | 22    |
| 17    | 23    | 24    | 25    | 26    | 27    | 28    | 29    |
| 18    | 30    |       |       |       |       |       |       |

| Mai | Mai | Mai | Mai | Mai | Mai | Mai | Mai |
| Kw  | Mo  | Di  | Mi  | Do  | Fr  | Sa  | So  |
| --- | --- | --- | --- | --- | --- | --- | --- |
| 18  |     | 1   | 2   | 3   | 4   | 5   | 6   |
| 19  | 7   | 8   | 9   | 10  | 11  | 12  | 13  |
| 20  | 14  | 15  | 16  | 17  | 18  | 19  | 20  |
| 21  | 21  | 22  | 23  | 24  | 25  | 26  | 27  |
| 22  | 28  | 29  | 30  | 31  |     |     |     |

| Juni | Juni | Juni | Juni | Juni | Juni | Juni | Juni |
| Kw   | Mo   | Di   | Mi   | Do   | Fr   | Sa   | So   |
| ---- | ---- | ---- | ---- | ---- | ---- | ---- | ---- |
| 22   |      |      |      |      | 1    | 2    | 3    |
| 23   | 4    | 5    | 6    | 7    | 8    | 9    | 10   |
| 24   | 11   | 12   | 13   | 14   | 15   | 16   | 17   |
| 25   | 18   | 19   | 20   | 21   | 22   | 23   | 24   |
| 26   | 25   | 26   | 27   | 28   | 29   | 30   |      |

| Juli | Juli | Juli | Juli | Juli | Juli | Juli | Juli |
| Kw   | Mo   | Di   | Mi   | Do   | Fr   | Sa   | So   |
| ---- | ---- | ---- | ---- | ---- | ---- | ---- | ---- |
| 26   |      |      |      |      |      |      | 1    |
| 27   | 2    | 3    | 4    | 5    | 6    | 7    | 8    |
| 28   | 9    | 10   | 11   | 12   | 13   | 14   | 15   |
| 29   | 16   | 17   | 18   | 19   | 20   | 21   | 22   |
| 30   | 23   | 24   | 25   | 26   | 27   | 28   | 29   |
| 31   | 30   | 31   |      |      |      |      |      |

| August | August | August | August | August | August | August | August |
| Kw     | Mo     | Di     | Mi     | Do     | Fr     | Sa     | So     |
| ------ | ------ | ------ | ------ | ------ | ------ | ------ | ------ |
| 31     |        |        | 1      | 2      | 3      | 4      | 5      |
| 32     | 6      | 7      | 8      | 9      | 10     | 11     | 12     |
| 33     | 13     | 14     | 15     | 16     | 17     | 18     | 19     |
| 34     | 20     | 21     | 22     | 23     | 24     | 25     | 26     |
| 35     | 27     | 28     | 29     | 30     | 31     |        |        |

| September | September | September | September | September | September | September | September |
| Kw        | Mo        | Di        | Mi        | Do        | Fr        | Sa        | So        |
| --------- | --------- | --------- | --------- | --------- | --------- | --------- | --------- |
| 35        |           |           |           |           |           | 1         | 2         |
| 36        | 3         | 4         | 5         | 6         | 7         | 8         | 9         |
| 37        | 10        | 11        | 12        | 13        | 14        | 15        | 16        |
| 38        | 17        | 18        | 19        | 20        | 21        | 22        | 23        |
| 39        | 24        | 25        | 26        | 27        | 28        | 29        | 30        |

| Oktober | Oktober | Oktober | Oktober | Oktober | Oktober | Oktober | Oktober |
| Kw      | Mo      | Di      | Mi      | Do      | Fr      | Sa      | So      |
| ------- | ------- | ------- | ------- | ------- | ------- | ------- | ------- |
| 40      | 1       | 2       | 3       | 4       | 5       | 6       | 7       |
| 41      | 8       | 9       | 10      | 11      | 12      | 13      | 14      |
| 42      | 15      | 16      | 17      | 18      | 19      | 20      | 21      |
| 43      | 22      | 23      | 24      | 25      | 26      | 27      | 28      |
| 44      | 29      | 30      | 31      |         |         |         |         |

| November | November | November | November | November | November | November | November |
| Kw       | Mo       | Di       | Mi       | Do       | Fr       | Sa       | So       |
| -------- | -------- | -------- | -------- | -------- | -------- | -------- | -------- |
| 44       |          |          |          | 1        | 2        | 3        | 4        |
| 45       | 5        | 6        | 7        | 8        | 9        | 10       | 11       |
| 46       | 12       | 13       | 14       | 15       | 16       | 17       | 18       |
| 47       | 19       | 20       | 21       | 22       | 23       | 24       | 25       |
| 48       | 26       | 27       | 28       | 29       | 30       |          |          |

| Dezember | Dezember | Dezember | Dezember | Dezember | Dezember | Dezember | Dezember |
| Kw       | Mo       | Di       | Mi       | Do       | Fr       | Sa       | So       |
| -------- | -------- | -------- | -------- | -------- | -------- | -------- | -------- |
| 48       |          |          |          |          |          | 1        | 2        |
| 49       | 3        | 4        | 5        | 6        | 7        | 8        | 9        |
| 50       | 10       | 11       | 12       | 13       | 14       | 15       | 16       |
| 51       | 17       | 18       | 19       | 20       | 21       | 22       | 23       |
| 52       | 24       | 25       | 26       | 27       | 28       | 29       | 30       |
| 1        | 31       |          |          |          |          |          |          |

## Ereignisse

### Politik und Weltgeschehen

#### Der Krieg in Europa
- 25. Februar: Mit dem Vertrag von Paris wird zwischen Frankreich und der Republik der Sieben Vereinigten Niederlande ein Angriffs- und Verteidigungspakt gegen Spanien geschlossen, der – ihre Eroberung vorausgesetzt – die Teilung der Spanischen Niederlande vorsieht.
- 26. März: Spanisch-habsburgische Truppen erobern das von Frankreich gehaltene Trier und nehmen den franzosenfreundlichen Kurfürsten Philipp Christoph von Sötern gefangen.
- 30. April: Der schwedische Kanzler Axel Oxenstierna erreicht durch ein direktes Gespräch mit Kardinal Richelieu in Frankreich im Vertrag von Compiègne Nachbesserungen des Pariser Vertrages vom 1. November 1634, welcher Unterstützungen im Krieg in Deutschland sichert.
- 19. Mai: Frankreich erklärt Spanien den Krieg. Es eröffnet damit nach der Niederlage der Schweden in der Schlacht bei Nördlingen im September 1634 eine Runde neuerlicher Kämpfe im Dreißigjährigen Krieg. Der habsburgisch-französische Gegensatz schwelt weiter.
- 28. Mai: In der Schlacht bei Belfort bezwingen Franzosen und Schweden die Truppen des auf kaiserlicher Seite stehenden Herzogs Karl IV. von Lothringen.
- 30. Mai: Der Prager Frieden beendet im Dreißigjährigen Krieg den Kampf zwischen Kaiser Ferdinand II. und den Reichsständen mit Ausnahme des Bernhard von Sachsen-Weimar und des Landgrafen Wilhelm V. von Hessen-Kassel. Im Reich zieht dennoch kein Friede ein, weil die zukünftig für Frankreich kämpfenden Truppen Bernhards von Sachsen-Weimar und der Schweden weiter gegen den Kaiser kämpfen.

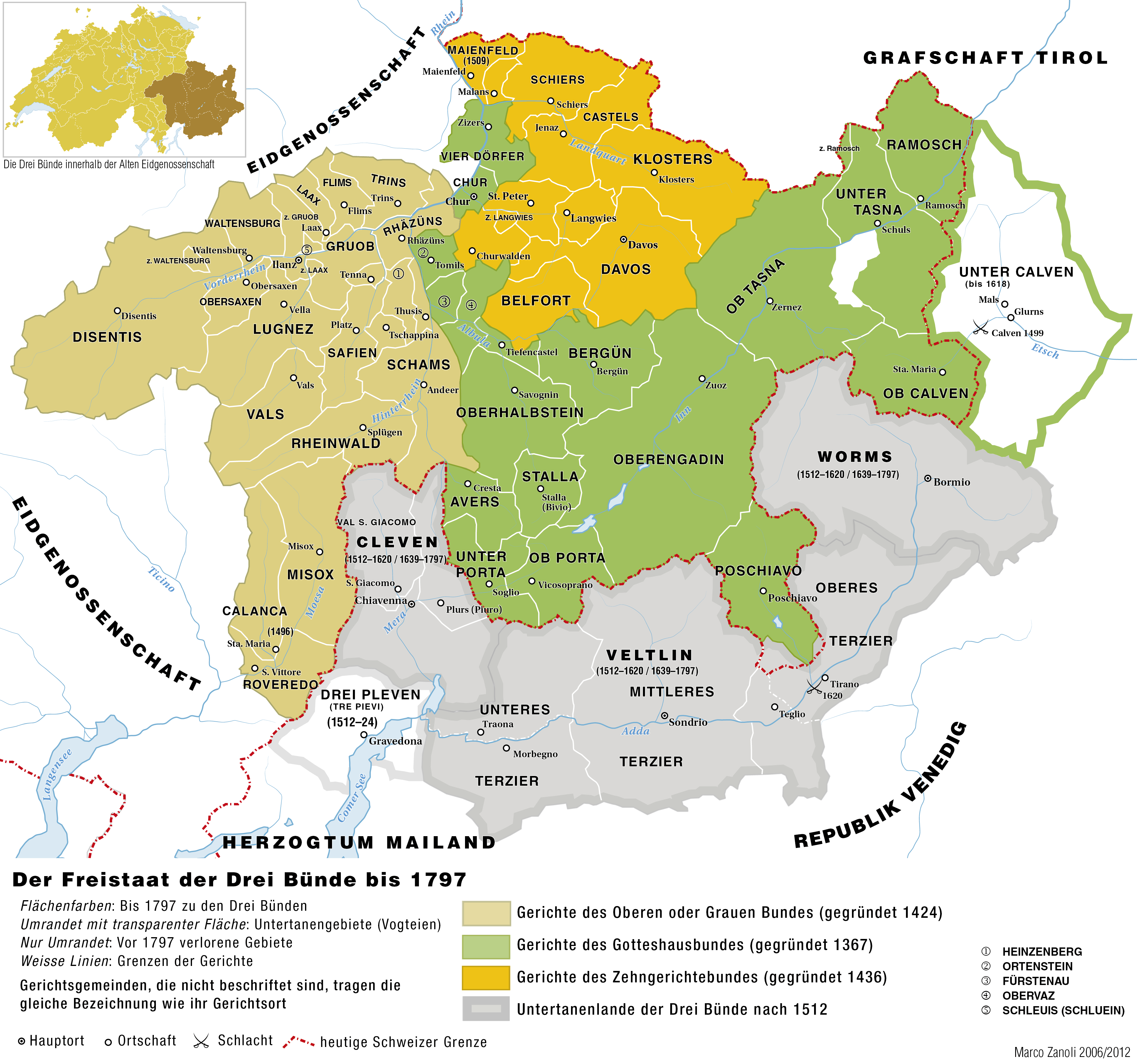
Karte zu den Drei Bünden während der Bündner Wirren

- 3. Juli: Bündner Wirren: Herzog Henri II. von Rohan besiegt mit französischen und Bündner Truppen den österreichischen General Johann Franz von Barwitz, Baron von Fernamont, bei Mazzo im Veltlin.
- 4. Juli: Kaiserliche Hilfstruppen für Spanien unter Ottavio Piccolomini gelingt der Entsatz der Stadt Löwen in Flandern. Franzosen und Niederländer scheitern mit ihrer Belagerung und ziehen sich in das Gebiet um Roermond zurück.
- 22. Oktober: Die Schlacht bei Dömitz endet mit einem Sieg Schwedens über das Kurfürstentum Sachsen und bringt dem schwedischen Heer neues Selbstbewusstsein.
- 26./27. Oktober: Im Vertrag von Saint-Germain-en-Laye zwischen Ludwig XIII. und Bernhard von Sachsen-Weimar wird geregelt, dass die französische Staatskasse die Finanzierung von Bernhards bisher in schwedischen Diensten stehenden Heeres übernimmt.
- 31. Oktober: Bündner Wirren – Herzog Henri II. von Rohan besiegt mit französischen und Bündner Truppen den österreichischen General Johann Franz von Barwitz, Baron von Fernamont, bei Bormio im Veltlin.
- 10. November: Bündner Wirren – Herzog Henri II. von Rohan besiegt mit französischen und Bündner Truppen den spanischen General Giovanni Serbelloni bei Morbegno im Veltlin und vertreibt damit die habsburgischen Truppen vollständig aus den Drei Bünden.

#### Weitere Ereignisse in Europa
- 12. September: Der Vertrag von Stuhmsdorf zwischen der Republik Polen-Litauen und dem Königreich Schweden verlängert den zunächst auf sechs Jahre begrenzten Waffenstillstand von Altmark, der die Schwedisch-Polnischen Kriege 1600–1629 beendet hat, um 26 Jahre.

#### Karibik / Amerika

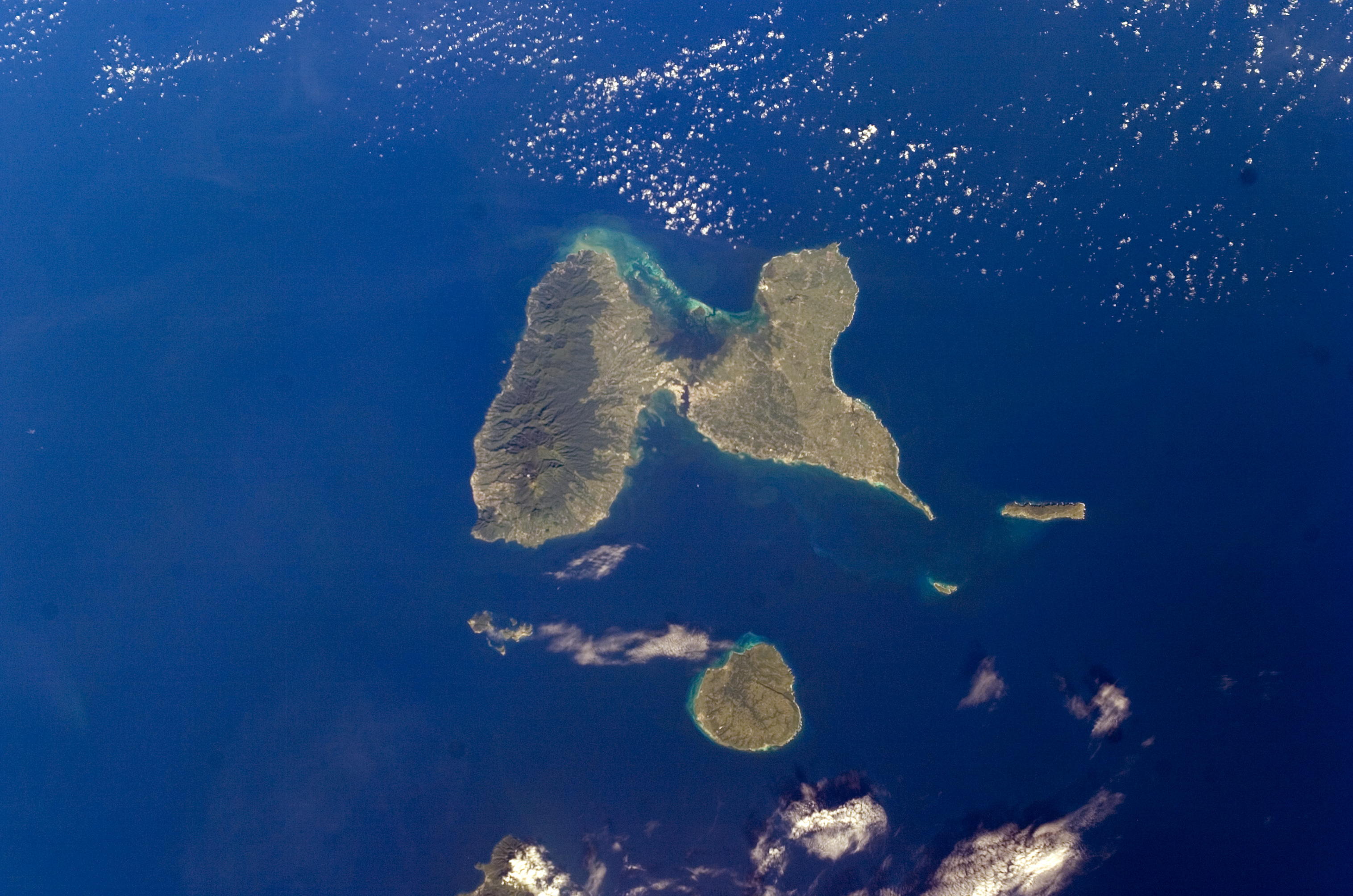
Guadeloupe

- 28. Juni: Die Karibikinsel Guadeloupe wird von der Compagnie des Îles de l'Amérique formell zur französischen Kolonie erklärt.
- Juli: Der französische Freibeuter Pierre Belain d’Esnambuc, erster Gouverneur von Saint-Christophe, segelt nach seiner Vertreibung durch die Engländer in Richtung Süden und erreicht am 15. September die Insel Martinique. Er gründet nach seiner Landung im November den Ort Saint-Pierre.
- Zwei Sklavenschiffe erleiden vor der Karibikinsel St. Vincent Schiffbruch: Das Volk der Garifuna entsteht aus den fliehenden Schwarzafrikanern.
- John Winthrop, Jr. gründet an der Mündung des Connecticut Rivers die Saybrook Colony.

#### Japan
- Durch den dritten Erlass zur Abschließung Japans wird es Japanern, die das Land verlassen, verboten zurückzukehren. Der Außenhandel wird auf den Hafen von Nagasaki beschränkt.

### Wissenschaft und Technik
- 29. Januar: Die offizielle Gründung der Académie française zum Austausch von Gedanken zur Kunst, Literatur und Wissenschaft erfolgt durch königliches Edikt Ludwigs XIII. auf Anregung von Minister Kardinal Richelieu. Die Académie hat ihre Sitzungen zunächst geheim bei einem ihrer Mitglieder abgehalten. Durch eine Indiskretion durch den Geistlichen François Le Métel de Boisrobert, der dem Kardinal Richelieu nahesteht, ist der aus 40 Mitgliedern bestehende Geheimzirkel dem Kardinal bekannt geworden.
- 12. Mai: Kardinal Péter Pázmány, Erzbischof von Esztergom, gründet in Trnava ein Jesuitenkolleg, aus der sich die Katholische Péter-Pázmány-Universität und die heutige Eötvös-Loránd-Universität in Budapest entwickeln. Der Grund für die Standortwahl liegt darin, dass ein großer Teil von Ungarn osmanisch besetzt ist, während Trnava sich im habsburgisch kontrollierten Teil des Königreichs befindet.

### Kultur

#### Bildende Kunst

Die Übergabe von Breda

- Diego Velázquez malt in Öl auf Leinwand das Gemälde Die Übergabe von Breda oder Las Lanzas.
- Rembrandt van Rijn malt die Gemälde Das Gastmahl des Belsazar und die Grablegung Christi.

#### Musik
- Heinrich Schütz beginnt mit der Komposition der Musikalischen Exequien für das Trauerzeremonial auf den Fürsten Heinrich Posthumus Reuß.
- Johann Bach wird Organist in Schweinfurt.
- Heinrich Bach wird bis 1641 Ratsmusikant in Erfurt.

### Katastrophen
- Wattenscheid brennt völlig nieder.
- Im Zuge des Dreißigjährigen Krieges wütet in Deutschland die Pest. Unter anderem wird in Herne ein Pestkreuz aufgestellt.

## Historische Karten und Ansichten

Willem Blaeu: Nova totius terrarum orbis geographica ac hydrographica tabula, Amsterdam 1635
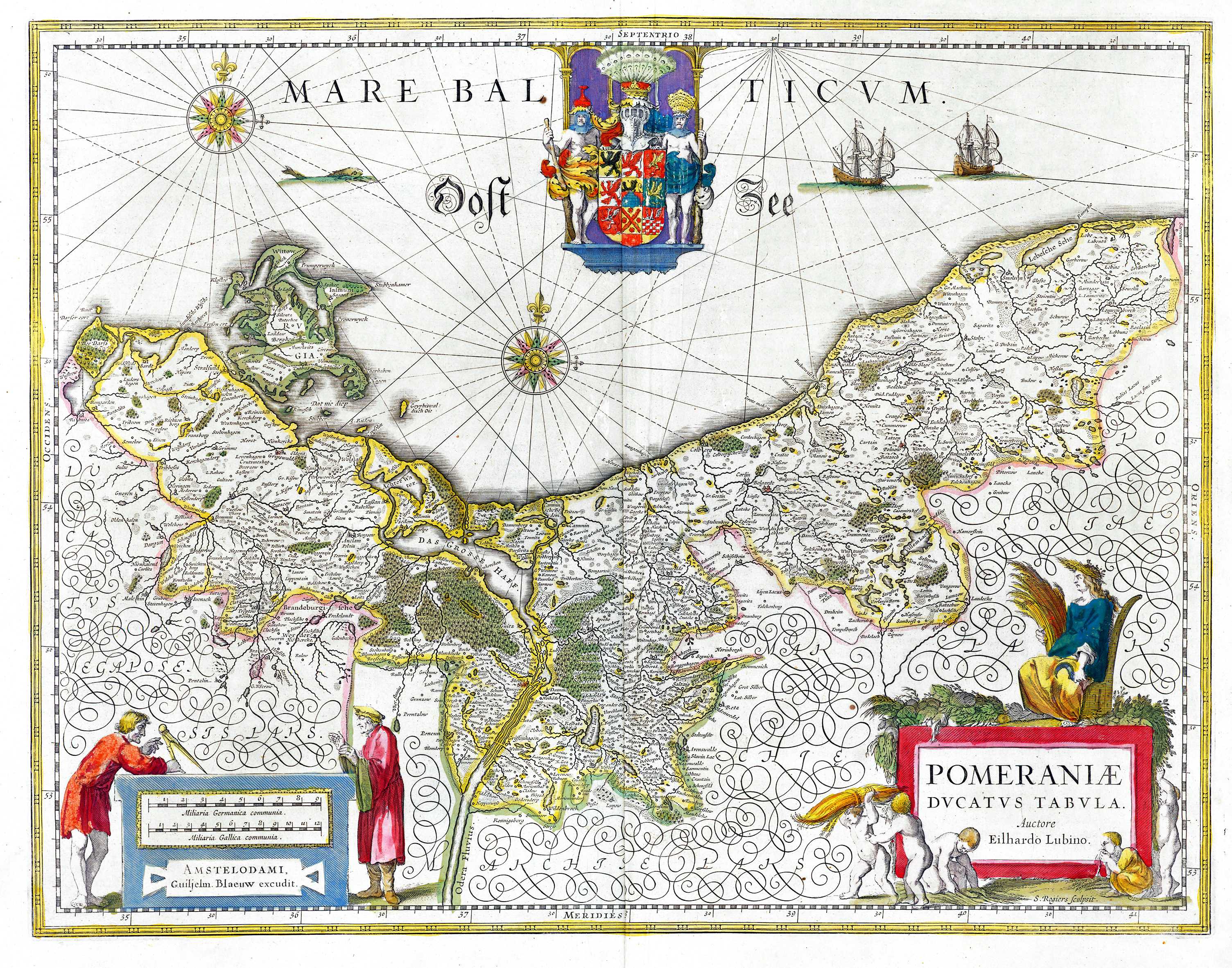
Pommern 1635 (Willem & Joan Blaeu, 1662)
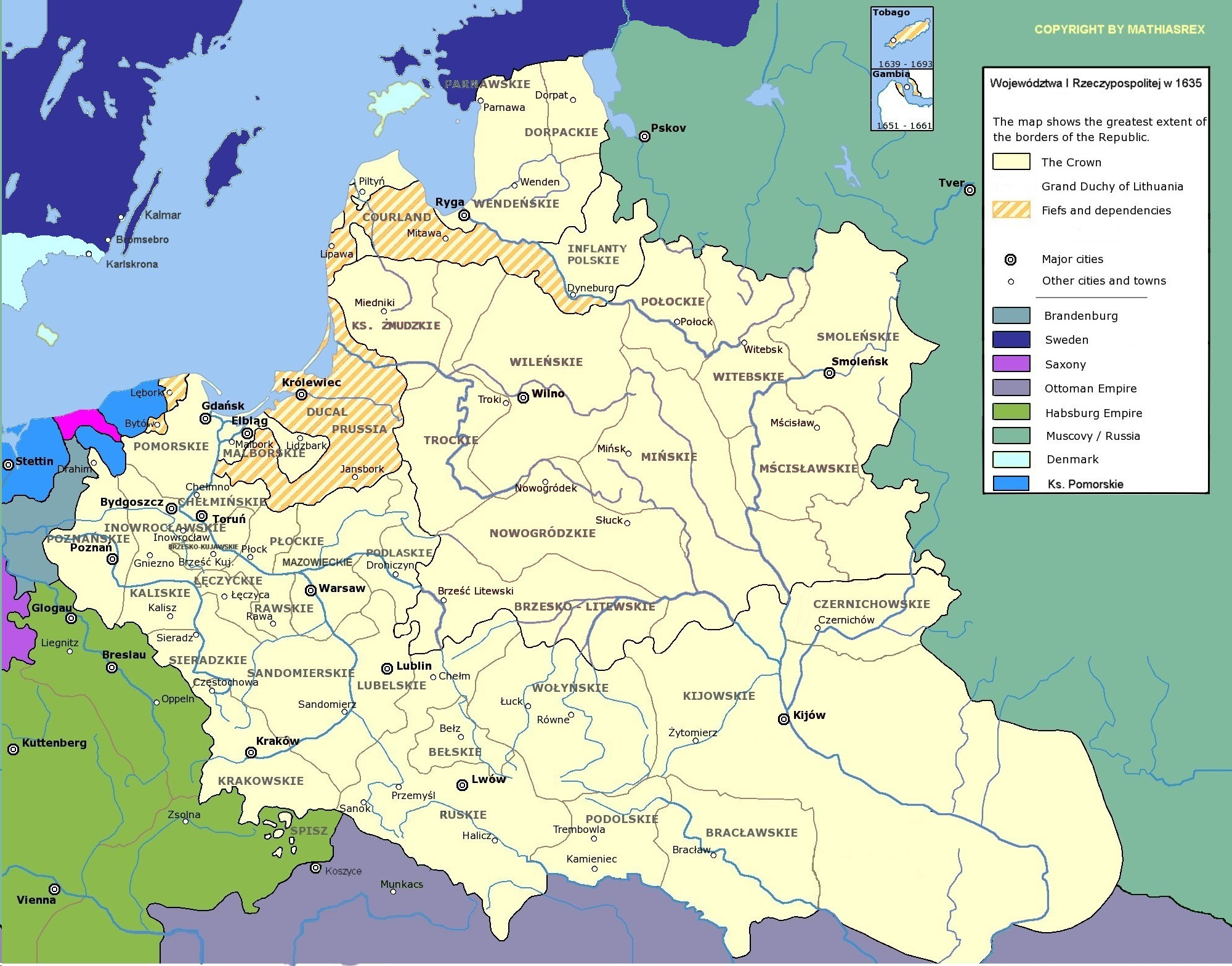
Polen-Litauen 1635
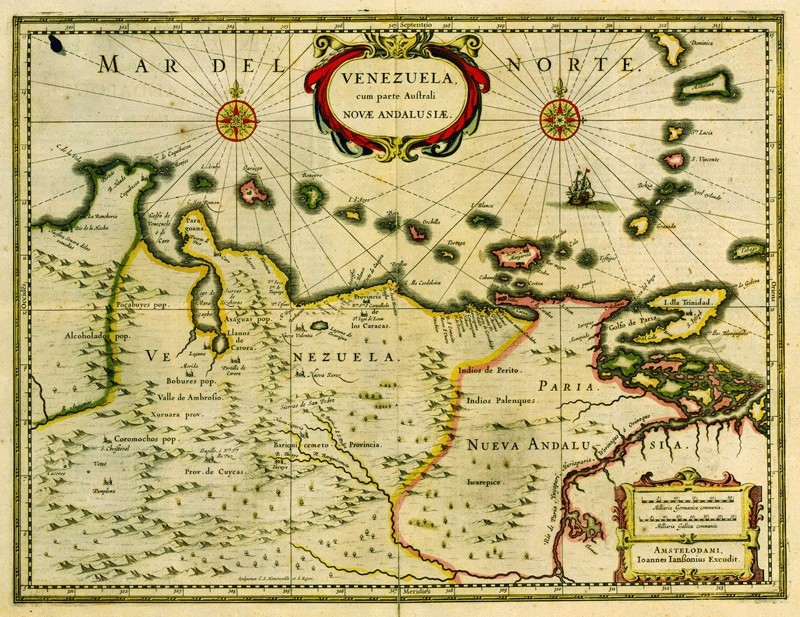
Venezuela 1635

## Geboren

### Geburtsdatum gesichert
- 13. Januar: Philipp Jacob Spener, deutscher evangelischer Theologe und einer der bekanntesten Vertreter des Pietismus († 1705)
- 23. Januar: Johann Gabriel Löbel, deutscher Glashüttenbesitzer und Hammerherr († 1696)
- 24. Januar: Rudolf Capell, deutscher Pädagoge, Historiker und Philologe († 1684)
- 25. Januar: Daniel Casper von Lohenstein, deutscher Dramatiker († 1683)
- 25. Februar: Walrad, Graf bzw. Fürst von Nassau-Usingen († 1702)
- 20. März: Elisabeth Amalie von Hessen-Darmstadt, Kurfürstin von der Pfalz († 1709)
- 08. April: Johann Christoph Hundeshagen, deutscher Logiker und Philosoph († 1681)
- 16. April: Frans van Mieris der Ältere, niederländischer Maler († 1681)
- 25. April: Tobias Dressel, sächsischer Orgelbauer († 1717)
- 06. Mai: Johann Joachim Becher, deutscher Chemiker und Arzt († 1682)
- 09. Mai: August, Herzog von Schleswig († 1699)
- 10. Mai: Benedikt Abelzhauser, bayrischer Benediktinermönch und Gelehrter († 1717)
- 11. Mai: Friedrich Hans Gloxin, deutscher Jurist und Kurator der Universität Kiel († 1684)
- 03. Juni: Andrea Malinconico, italienischer Maler († 1698)
- 11. Juli: Gottfried Wilhelm Sacer, deutscher Dichter, Satiriker und Poetiker († 1699)
- 28. Juli: Robert Hooke, englischer Naturforscher († 1703)
- 29. Juli: Christian Ludwig, Graf von Waldeck und Pyrmont († 1706)
- 27. August: Michael Strauch, deutscher Mathematiker († 1709)
- 03. September: Peder Schumacher Griffenfeld, dänischer Staatsmann und Reichskanzler († 1699)
- 08. September: Paul I. Esterházy de Galantha, ungarischer Magnat und kaiserlicher Feldmarschall († 1713)
- 10. September: Johann Philipp II. Graf Cobenzl, Landeshauptmann von Görz († 1702)
- 11. September: Johann Jakob Hofmann, Schweizer Theologe, Altphilologe, Historiker und Lexikograf († 1706)
- 04. Oktober: Gottfried Ulrich de la Margelle, Weihbischof in Köln († 1703)
- 26. Oktober: Michael Kasimir Radziwiłł, litauischer Heerführer und Reichsfürst des Heiligen Römischen Reiches († 1680)
- 03. November: Johann Christoph Sturm, angesehener Astronom und Mathematiker († 1703)
- 22. November: Andreas Gottfried Ammon, deutscher Theologe und Pädagoge († 1686)
- 22. November: Francis Willughby, englischer Naturforscher († 1672)
- 27. November: Françoise d’Aubigné, spätere Madame de Maintenon, Mätresse und heimliche Gemahlin Ludwigs XIV. († 1719)

### Genaues Geburtsdatum unbekannt
- José Antolínez, spanischer Maler († 1675)
- Hans Albrecht von Barfus, kurbrandenburgisch-preußischer Generalfeldmarschall († 1704)
- Johannes Erb, Schweizer evangelischer Geistlicher († 1701)
- Johann Ludwig Faber, deutscher Kirchenlieddichter († 1678)
- Thomas Sprat, englischer Bischof und Autor (History of the Royal Society of London, 1667)  († 1713)
- Köprülü Fâzıl Ahmed, Großwesir des Osmanischen Reichs  († 1676)

### Geboren um 1635
- Josef ben Abraham Athias, jüdisch-hebräischer Drucker († 1700)
- Thomas Burnet, englischer Theologe († 1715)

## Gestorben

### Todesdatum gesichert
- 07. Januar: Hans Eltrich, Glockengießer aus Heilbronn
- 14. Januar: Heinrich Schickhardt, deutscher Baumeister der Renaissance (* 1558)
- 31. Januar: Bartholomäus Gölnitz, deutscher Rechtswissenschaftler (* 1557)
- 05. Februar: Joos de Momper, flämischer Maler (* 1564)
- 16. Februar: Gonzalo Fernández de Córdoba, spanischer Feldherr (* 1585)
- 24. März: Heinrich Gutberleth, deutscher Pädagoge (* 1572)
- 21. April: Valentin Riemer, deutscher Rechtswissenschaftler (* 1582)
- 02. Mai: Horace Vere, 1. Baron Vere of Tilbury, englischer Heerführer (* um 1565)
- 17. Mai: Domenico Tintoretto, venezianischer Maler (* 1560)
- 18. Mai: Levin Ludwig von Hahn, Hofbeamter und Soldat (* 1579)
- 23. Juni: Greta Bünichmann, Opfer der Hexenprozesse in Münster (* vor 1621)
- 25. Juni: Johannes Kempf, war ein deutscher Mediziner (* 1592)
- 06. Juli: Johann Philipp Cratz von Scharffenstein, kaiserlicher Offizier, später schwedischer Feldmarschall (* um 1590)
- 15. Juli: Luke Fox, englischer Entdecker (* 1586)
- 23. Juli: Hans Ulrich von Schaffgotsch, kaiserlicher General im Dreißigjährigen Krieg (* 1595)
- 30. Juli: Daniel Engelhardt, deutscher Theologe (* 1569)
- 06. August: Gottfried zu Castell-Rüdenhausen, Herrscher der Grafschaft Castell (* 1577)
- 07. August: Friedrich Spee von Langenfeld, deutscher Theologe und Lyriker (* 1591)
- 09. August: Johann II., Herzog von Pfalz-Zweibrücken (* 1584)
- 16. August: Daniel Colonius der Ältere, niederländischer reformierter Theologe (* 1566)
- 18. August: Heinrich Hirtzwig, deutscher Pädagoge und Dramatiker (* um 1587)
- 24. August: Egon VIII. von Fürstenberg-Heiligenberg, Reichsgraf, bayrischer Generalfeldzeugmeister und Heerführer (* 1588)
- 27. August: Lope de Vega, bedeutender spanischer Dichter (* 1562)
- 20. September: Georg Friedrich II., Graf zu Hohenlohe-Waldenburg-Schillingsfürst (* 1595)
- 30. September: Kanō Sanraku, japanischer Maler (* 1559)
- 23. Oktober: Wilhelm Schickard, Professor für biblische Sprachen, Astronomie und Mathematik (* 1592)
- 01. November: Johann Bernhard Gottsleben, evangelischer Geistlicher in Frohnhausen und Dillenburg (* um 1595)
- 05. November: Jobst Hermann, Graf von Schaumburg und Holstein-Pinneberg (* 1593)
- 12. November: Julius Wilhelm Zincgref, deutscher Schriftsteller (* 1591)
- 29. November: Ambrosius Schlumpf, Schweizer Bürgermeister (* 1573)
- 09. Dezember: Sophie von Sachsen, Herzogin von Pommern-Stettin (* 1587)
- 12. Dezember: Iwan Sulyma, Ataman der Saporoger Kosaken (* 1590/1600)
- 13. Dezember: Heinrich II., Fürst von Gera (* 1572)
- 24. Dezember: Hester Jonas, Opfer der Hexenverfolgung (* um 1570)
- 24. Dezember: Georg Silberschlag der Jüngere, deutscher lutherischer Geistlicher (* 1563)
- 25. Dezember: Samuel de Champlain, französischer Forschungsreisender und Kolonisator (* 1574)

### Genaues Todesdatum unbekannt
- März: Jacques Callot, französischer Zeichner und Radierer (* um 1592)
- März: Thomas Randolph, englischer Dichter (* 1605)
- Āghā Rezā-e Abbāsi, persischer Miniaturmaler (* ca. 1570)
- Johann von Ahlefeldt, Erbherr von Stendorf, Nüchel und Landrat (* 1584)
- Georg Baur, württembergischer Maler und Politiker, Bürgermeister von Tübingen (* 1572)
- Niklaus Henzi, Schweizer evangelischer Geistlicher und Hochschullehrer (* 1571)
- Thomas James, englischer Seefahrer (* 1593)